# Hrvatski športski muzej
Hrvatski športski muzej u Zagrebu specijalizirana je muzejska ustanova (športski muzej) s državnim djelokrugom. Muzej je tematski vezan uz povijest i razvoj športa i fizičke kulture na području Hrvatske. 

## Povijest
Šezdesetih godina 20. stoljeća javljaju se ideje i inicijative za osnivanjem ustanove tog tipa. Godine 1977. u zgradi Fakulteta za fizičku kulturu (danas Kineziološkoga fakulteta) uređen je u prostoru od oko sto kvadratnih metara stalni postav Muzeja fizičke kulture Hrvatske. U navedenim prostorima Muzej se nalazi do lipnja 1988. godine kada je premješten na novu lokaciju u Ilici 7., a 1996. godine dobiva prostor od 118 kvadratnih metara u Ilici 13/I. S društvenim promjenama devedesetih dolazi i do promjena naziva ustanove u Hrvatski športski muzej (1990.). Muzej je službeno registriran 2003. godine, a ta godina se pri MDC-u vodi i kao godina osnutka.
Tijekom 2024., svoje osobne predmete i športsku opremu Muzeju su darovali Luka i Perica Bukić, Lena Stojković, Sandra Elkasević i Dubravko Šimenc.

## Djelatnost
Djelatnost muzeja definirana je zakonskom legislativom vezanom uz muzeje. Muzej radi na sustavnom sabiranju, čuvanju, restauriranju i konzerviranju, prezentaciji te trajnoj zaštiti muzejske građe s područja nadležnosti muzeja. Temeljna zadaća muzejske ustanove je sustavno prikupljanje, proučavanje i prezentiranje dobara iz područja športa i fizičke kulture. Muzej je od 1984. godine priredio tridesetak izložbi te je izdano desetak knjiga i brošura tematski vezanih uz aktivnost muzeja.

## Građa
Građa je sadržajno vezana uz šport. Muzej ima bogat fond iz navedenog područja. Muzejska građa podijeljena je u deset zbirki. 
Zbirke Hrvatskog športskog muzeja su: 
- Zbirka knjižne građe (oko 30 000 knjiga i oko 200 publikacija),
- Zbirka trofejnih predmeta (oko 6500 jedinica građe),
- Zbirka arhivskih fondova (oko 3000 jedinica građe),
- Zbirka fotografija (oko 50 000 jedinica),
- Zbirka diploma i plaketa (oko 2500 predmeta),
- Zbirka biografija (oko 3000 dosjea),
- Zbirka tiskovina, kataloga i kalendara (oko 1000 jedinica sadržaja),
- Zbirka zastavica i tekstila (oko 2000 jedinica),
- Zbirka opreme i rekvizita (oko 1000 izložaka) te
- Zbirka velikih predmeta koja je kvantitativno najmanja i sadrži desetak predmeta.

## Usluge
Pružanje stručne pomoći iz područja djelatnosti muzeja, održavanje predavanja, vršenje stručnog vodstva, pružanje usluge informiranja vezano uz aktivnosti, organiziranje izložbi, objavljivanje stručnih publikacija.

## Vanjske poveznice
- Mrežne stranice Hrvatskog športskog muzeja
- Muzeji Hrvatske na internetu  Arhivirana inačica izvorne stranice od 5. prosinca 2008. (Wayback Machine)